# Michael J. Noonan
Michael J. Noonan (irisch Micheál Ó Nuanáin, * 4. August 1935; † 17. September 2013 in Milford) war ein irischer Politiker der Fianna Fáil und von 1987 bis 1989 irischer Verteidigungsminister.

## Biografie
Noonan, der ursprünglich Farmer war, begann seine politische Laufbahn 1969 als Kandidat der Fianna Fáil mit der erstmaligen Wahl zum Abgeordneten (Teachta Dála) in den Dáil Éireann, das Unterhaus des irischen Parlaments. Dort vertrat er bis 1997 den Wahlkreis Limerick-West.
Vom 10. März 1987 bis zum 12. Juli 1989 war er Verteidigungsminister im Kabinett von Taoiseach Charles J. Haughey.